# Orto-Tokoy
Orto-Tokoy (ryska: Орто-Токой) är en ort i Kirgizistan.   Den ligger i oblastet Ysyk-Köl Oblusu, i den centrala delen av landet, 130 km sydost om huvudstaden Bisjkek. Orto-Tokoy ligger 1 694 meter över havet och antalet invånare är 490.
Terrängen runt Orto-Tokoy är huvudsakligen kuperad, men norrut är den bergig. Runt Orto-Tokoy är det mycket glesbefolkat, med 5 invånare per kvadratkilometer. Närmaste större samhälle är Rybatjje, 18,9 km nordost om Orto-Tokoy. Trakten runt Orto-Tokoy består i huvudsak av gräsmarker.